# Philippe Gagné
Philippe Gagné, född 23 oktober 1997 i Montréal, Québec, Kanada, är en kanadensisk simhoppare.
Gagné tävlade för Kanada vid olympiska sommarspelen 2016 i Rio de Janeiro, där han slutade på 11:e plats i svikthopp.